# Frank Stephens
John Franklin "Frank" Stephens (Fayetteville, Arkansas; 9 de abril de 1982) es un actor, escritor, atleta y activista estadounidense. Tiene síndrome de Down y, a menudo, ha actuado como portavoz de las personas con dicho trastorno genético. Es embajador de la Global Down Syndrome Foundation y representó a la fundación en la primera audiencia del Congreso de Estados Unidos para la investigación del síndrome de Down, dando un discurso apasionado que resultó en una ovación de pie. Es también reconocido por su activismo provida.

## Activismo
Stephens ha sido portavoz público de las personas con síndrome de Down durante muchos años.
En octubre de 2012, escribió una carta abierta a Ann Coulter sobre su uso de insultos contra personas con discapacidades mentales cuando se refería al entonces presidente de Estados Unidos, Barack Obama. Coulter se negó a disculparse.
En 2016, recibió el Premio de Defensa Excepcional Quincy Jones de la Global Down Syndrome Foundation.
En septiembre de 2017 se unió a la Global Down Syndrome Foundation para testificar ante el Congreso de los Estados Unidos sobre la importancia de la investigación del síndrome de Down y habló en contra del aborto, haciendo énfasis en las personas con síndrome de Down que son abortadas, argumentando que es inmoral. Stephens recibió lo que se cree que es la primera y única ovación de pie en una sesión informativa del Congreso y su testimonio se volvió viral, recibiendo más de un millón de visitas.

"No quiero hacer al aborto ilegal, lo quiero hacer impensable".

Actualmente es Embajador de la Fundación y representa a las organizaciones en muchas conferencias y talleres de investigación y atención médica.

## Actuación
Stephens ha actuado en múltiples obras de teatro para ArtStream, un grupo de teatro local. También ha tenido papeles en largometrajes como Touched by Grace y Dawn.

## Olimpiadas especiales
Stephens ha competido en eventos ecuestres en los Juegos Olímpicos Especiales. También está en la junta de las Olimpiadas Especiales de Virginia.